# OK!
「OK!」（オーケー）は、松本梨香の10作目のシングル。2000年2月2日にピカチュウレコードから発売された。

## 概要
「OK!」はテレビアニメ『ポケットモンスター』の3代目（『金・銀』編としては初代）オープニングテーマ、カップリング曲「TYPE:WILD」は、『ポケットモンスター アンコール』エンディングテーマになっている。
歌詞がフルバージョンとテレビサイズ版とでは異なる。これはテレビサイズ版ではフルバージョンで言う1A・1B・2C・2サビを使用しているためである。また、歌詞中に登場する「からげんき」の技は『ルビー・サファイア』以降のゲーム作品にも逆輸入される形で使用された。
「TYPE:WILD」は、前作の収録曲「タイプ：ワイルド」の英語訳バージョンである。

## 収録曲
1. OK! [3:28]
歌：松本梨香
作詞：戸田昭吾、作曲・編曲：たなかひろかず
2. TYPE:WILD [3:26]
歌：ロビー・ダンジー
作詞：戸田昭吾、英訳詞：ドネッサ・ペリー、作曲・編曲：たなかひろかず
  - 9thシングルのカップリング曲の英詞バージョン。
3. OK! (オリジナル・カラオケ) [3:24]

## タイアップ
- テレビ東京系列アニメ『ポケットモンスター』3代目オープニングテーマ (#1)
- 東宝配給アニメ映画『劇場版ポケットモンスター 結晶塔の帝王 ENTEI』オープニングテーマ (#1 2000)
- テレビ東京系列アニメ『ポケットモンスターアンコール』エンディングテーマ (#2)